# Gerhard von Hosstrup
Gerhard Carsten Jakob von Hosstrup (o Hoßtrup) (Amburgo, 23 aprile 1771 – 7 settembre 1851) è stato un banchiere tedesco.

## Biografia
Era sposato con Sophie Henriette Elisabeth (Betty) Seyler (1789-1837), e dopo la sua morte nel 1837 si sposò con sua sorella Louise Auguste Seyler. Erano membri della dinastia bancaria Berenberg-Gossler-Seyler. Era anche il nipote del regista teatrale Abel Seyler e il fratello di Ernst Friedrich Pinckernelle e di Jacob Benjamin Wegner.

## Opere
- Meyers Konversations-Lexikon, 4. Auflage von 1888–1890
- Die Hamburger Börsen-Halle des Gerhard Carsten Jacob von Hoßtrup, Hamburg, [Schauenburger Str. 55] : C. E. Leverkus, 2002